# Protium meridionale
Protium meridionale är en tvåhjärtbladig växtart som beskrevs av Swart. Protium meridionale ingår i släktet Protium och familjen Burseraceae. Inga underarter finns listade i Catalogue of Life.